# Internet point

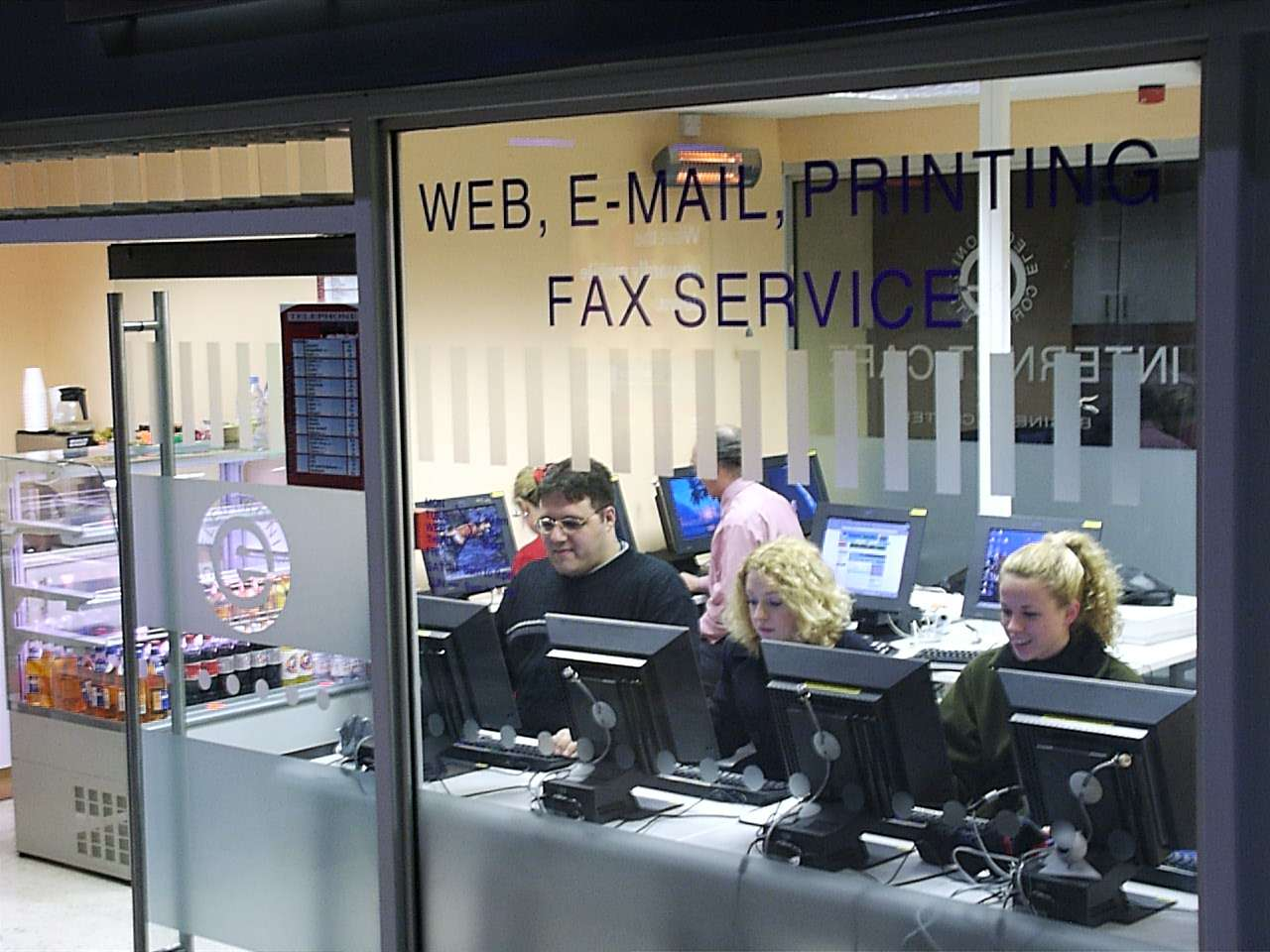
Internet café a Edimburgo (2001)

Un internet point (in qualche occasione anche cybercafé o internet café) è un luogo dove è possibile utilizzare un computer con accesso ad Internet a pagamento, di solito a tariffa oraria o a minuti. Può funzionare anche come un normale bar, dove sono serviti cibo e bevande.

## Generalità
A differenza del cybercafé (o internet café), pensato prevalentemente per offrire un servizio accessorio di navigazione e chat, un internet point è sostanzialmente un "centro multiservizi", dove si offre una gamma completa di prodotti e servizi:
- corsi di formazione per anziani e studenti;
- connettività Wi-Fi;
- servizi di stampa fotografica e di salvataggio dati su vari supporti;
- telefonia VoIP, chat, videochat;
- servizi per la diversabilità e l'accessibilità;
- ricariche telefoniche;
- scommesse online;
- ricerca di lavoro;
- battitura e rilegatura testi;

Con la maggiore diffusione degli smartphone e di internet nelle case e nei dispositivi portatili, gli internet point nei paesi sviluppati sono diventati sempre più rari, legati magari alle sole fasce più basse della popolazione; più frequenti rimangono nei paesi in via di sviluppo.

## Gli internet point in Italia
Nel 1995, Internet Train, il primo internet point network d'Italia, inaugurò il suo primo internet point nella città di Firenze.
Dal 2005 fino a tutto il 2010, in tutti gli internet point d'Italia, per poter usufruire delle postazioni computer è stata resa obbligatoria una registrazione effettuata fornendo una copia di un valido documento di identità all'atto del primo utilizzo. La norma è stata abolita dal decreto legge del Consiglio dei ministri n. 225 noto come Decreto Milleproroghe del 29 dicembre 2010.